# Заслуженный врач Российской Федерации
«Заслу́женный врач Росси́йской Федера́ции» — почётное звание, входящее в систему государственных наград Российской Федерации.

## Основания для присвоения
1. Почётное звание «Заслуженный врач Российской Федерации» присваивается высокопрофессиональным практикующим врачам, имеющим высшую квалификационную категорию, за личные заслуги:
в оказании своевременной лечебной и лечебно-профилактической помощи с использованием в практике работы современных достижений медицинской науки и техники;
во внедрении и использовании на практике новых и совершенствовании применяемых методик диагностирования и лечения особо опасных заболеваний, позволяющих сократить уровень заболеваемости и смертности населения от указанных болезней, оказывать качественные и своевременные медицинские услуги на ранних стадиях заболевания, а также сократить время, необходимое для выздоровления и реабилитации пациентов;
в организации и проведении научно-исследовательских работ в области медицины, связанных с применением новых сложных, уникальных и ресурсоёмких методов лечения, а также в подготовке квалифицированных кадров по данным направлениям;
в успешном совмещении высокопрофессиональной практической лечебной деятельности с эффективной организационной или научной работой в области медицины;
в подготовке квалифицированных кадров для российских медицинских организаций;
в достижении иных значимых результатов профессиональной деятельности.
2. Почётное звание «Заслуженный врач Российской Федерации» присваивается, как правило, не ранее чем через 20 лет с начала осуществления практической лечебной и диагностической деятельности (врачам рентгенологических лабораторий и кабинетов — не ранее чем через 15 лет) и при наличии у представленного к награде лица наград (поощрений) федеральных органов государственной власти или органов государственной власти субъектов Российской Федерации.

## Порядок присвоения
Почётные звания Российской Федерации присваиваются указами Президента Российской Федерации на основании представлений, внесённых ему по результатам рассмотрения ходатайства о награждении и предложения Комиссии при Президенте Российской Федерации по государственным наградам.

## История звания
Почётное звание «Заслуженный врач Российской Федерации» установлено Указом Президента Российской Федерации от 30 декабря 1995 года № 1341 «Об установлении почётных званий Российской Федерации, утверждении положений о почётных званиях и описания нагрудного знака к почётным званиям Российской Федерации». Тем же указом утверждено первоначальное Положение о почётном звании, в котором говорилось:
Почётное звание «Заслуженный врач Российской Федерации» присваивается высокопрофессиональным врачам за заслуги в охране здоровья населения, организации и оказании лечебно-профилактической помощи с использованием в практике работы современных достижений медицинской науки и техники и работающим по специальности 15 и более лет.
В настоящем виде Положение о почётном звании утверждено Указом Президента Российской Федерации от 7 сентября 2010 года № 1099 «О мерах по совершенствованию государственной наградной системы Российской Федерации».

## Нагрудный знак
Нагрудный знак имеет единую для почётных званий Российской Федерации форму и изготавливается из серебра высотой 40 мм и шириной 30 мм. Он имеет форму овального венка, образуемого лавровой и дубовой ветвями. Перекрещенные внизу концы ветвей перевязаны бантом. На верхней части венка располагается Государственный герб Российской Федерации. На лицевой стороне, в центральной части, на венок наложен картуш с надписью — наименованием почётного звания.
На оборотной стороне имеется булавка для прикрепления нагрудного знака к одежде. Нагрудный знак носится на правой стороне груди.

## Переходный период
В России до принятия Указа Президента Российской Федерации от 30 декабря 1995 года № 1341 действовали правовые акты об установлении почётных званий РСФСР. После изменения наименования государства с «Российская Советская Федеративная Социалистическая Республика» на «Российская Федерация» (см. Закон РСФСР от 25 декабря 1991 года № 2094-I) в названиях всех почётных званий наименование «РСФСР» было заменено словами «Российской Федерации», таким образом, с 1992 года до 30 марта 1996 года производилось присвоение однотипного почётного звания РСФСР, существовавшего с 1940 года, с тождественным современному наименованием.